# سرو کویاماکا
سرو کویاماکا (نام علمی: Cupressus stephensonii) نام یک گونه از سرده سرو است.